# LPGA Tour
Il LPGA Tour è il principale circuito professionistico di golf femminile negli Stati Uniti d'America, gestito dalla LPGA.
La prima edizione del torneo risale al 1950 con l'organizzazione del Tampa Women's Open. La golfista più titolata è la statunitense Kathy Whitworth, vincitrice di 88 tornei dell'LPGA Tour.

## Storia
La LPGA (acronimo di Ladies Professional Golf Association) venne fondata nel 1950 su iniziativa di tredici giocatrici, con lo scopo di promuovere il golf professionistico femminile negli Stati Uniti d'America. La sua prima presidente fu Patty Berg. In quella stessa circostanza si decise di dare inizio a una serie di tornei, con cadenza annuale, ricompresa in un unico circuito noto con il nome di LPGA Tour.
Il primo torneo ufficiale dell'LPGA Tour fu il Tampa Women's Open, tenutosi nel gennaio 1950 al Palma Ceia Golf and Country Club di Tampa, dove a trionfare fu la dilettante Polly Riley, capace a gran sorpresa di battere giocatrici già professioniste e ben più esperte.

## Tornei dell'LPGA Tour
A differenza della categoria maschile – dove la Professional Golfers Association (PGA) è responsabile della formazione dei professionisti e lascia l'organizzazione dei tornei al PGA Tour – l'LPGA Tour è gestito dall'omonimo organo.
La maggior parte degli eventi dell'LPGA Tour si tengono negli Stati Uniti d'America. Nel 1956 la LPGA tenne il suo primo torneo all'estero, l'Havana Open, presso la capitale cubana di l'Avana. Al 2020, quattordici tornei si svolgono al di fuori degli Stati Uniti: sette in Asia, quattro in Europa, due in Australia e uno in Canada.
Cinque dei tornei che si svolgono al di fuori dagli Stati Uniti d'America sono co-sanzionati con altri organi professionali. Il Ladies European Tour co-gestisce il Women's British Open, l'Evian Championship in Francia e il Women's Australian Open (con la collaborazione dell'ALPG Tour). Gli altri due eventi — il BMW Ladies Championship (tappa dell'LPGA of Korea Tour) e il Toto Japan Classic (dell'LPGA of Japan Tour) – si svolgono durante la stagione autunnale del tour presso il continente asiatico.
Le principali tappe incluse nell'LPGA Tour, note anche come campionati major annuali, sono: 
- Chevron Championship
- U.S. Women's Open
- Women's PGA Championship
- Women's British Open
- The Evian Championship

## Albo d'oro

### Giocatrici per montepremi annuale più alto
La seguente classifica è stabilita in base ai guadagni vinti (in dollari) durante ogni singola stagione:
| Anno | Giocatrice              | Montepremi vinto ($) | Maggior numero di vittorie                   |
| ---- | ----------------------- | -------------------- | -------------------------------------------- |
| 1950 | Babe Didrikson-Zaharias | 14 800               | 6 - Babe Didrikson-Zaharias                  |
| 1951 | Babe Didrikson-Zaharias | 15 087               | 7 - Babe Didrikson-Zaharias                  |
| 1952 | Betsy Rawls             | 14 505               | 6 - Betsy Rawls, Louise Suggs                |
| 1953 | Louise Suggs            | 19 816               | 8 - Louise Suggs                             |
| 1954 | Patty Berg              | 16 011               | 5 - Louise Suggs, Babe Didrikson-Zaharias    |
| 1955 | Patty Berg              | 16 492               | 6 - Patty Berg                               |
| 1956 | Marlene Hagge           | 20 235               | 8 - Marlene Hagge                            |
| 1957 | Patty Berg              | 16 272               | 5 - Betsy Rawls, Patty Berg                  |
| 1958 | Beverly Hanson          | 12 639               | 5 - Mickey Wright                            |
| 1959 | Betsy Rawls             | 26 774               | 10 - Betsy Rawls                             |
| 1960 | Louise Suggs            | 16 892               | 6 - Mickey Wright                            |
| 1961 | Mickey Wright           | 22 236               | 10 - Mickey Wright                           |
| 1962 | Mickey Wright           | 21 641               | 10 - Mickey Wright                           |
| 1963 | Mickey Wright           | 31 269               | 13 - Mickey Wright                           |
| 1964 | Mickey Wright           | 29 800               | 11 - Mickey Wright                           |
| 1965 | Kathy Whitworth         | 28 658               | 8 - Kathy Whitworth                          |
| 1966 | Kathy Whitworth         | 33 517               | 9 - Kathy Whitworth                          |
| 1967 | Kathy Whitworth         | 32 937               | 8 - Kathy Whitworth                          |
| 1968 | Kathy Whitworth         | 48 379               | 10 - Carol Mann, Kathy Whitworth             |
| 1969 | Carol Mann              | 49 152               | 8 - Carol Mann                               |
| 1970 | Kathy Whitworth         | 30 235               | 4 - Shirley Englehorn                        |
| 1971 | Kathy Whitworth         | 41 181               | 5 - Kathy Whitworth                          |
| 1972 | Kathy Whitworth         | 65 063               | 5 - Kathy Whitworth, Jane Blalock            |
| 1973 | Kathy Whitworth         | 82 864               | 7 - Kathy Whitworth                          |
| 1974 | JoAnne Carner           | 87 094               | 6 - JoAnne Carner, Sandra Haynie             |
| 1975 | Sandra Palmer           | 76 374               | 4 - Carol Mann, Sandra Haynie                |
| 1976 | Judy Rankin             | 150 734              | 6 - Judy Rankin                              |
| 1977 | Judy Rankin             | 122 890              | 5 - Judy Rankin, Debbie Austin               |
| 1978 | Nancy Lopez             | 189 814              | 9 - Nancy Lopez                              |
| 1979 | Nancy Lopez             | 197 489              | 8 - Nancy Lopez                              |
| 1980 | Beth Daniel             | 231 000              | 5 - Donna Caponi, JoAnne Carner              |
| 1981 | Beth Daniel             | 206 998              | 5 - Donna Caponi                             |
| 1982 | JoAnne Carner           | 310 400              | 5 - JoAnne Carner, Beth Daniel               |
| 1983 | JoAnne Carner           | 291 404              | 4 - Pat Bradley, Patty Sheehan               |
| 1984 | Betsy King              | 266 771              | 4 - Patty Sheehan, Amy Alcott                |
| 1985 | Nancy Lopez             | 416 472              | 5 - Nancy Lopez                              |
| 1986 | Pat Bradley             | 492 021              | 5 - Pat Bradley                              |
| 1987 | Ayako Okamoto           | 466 034              | 5 - Jane Geddes                              |
| 1988 | Sherri Turner           | 350 851              | 3 - 5 giocatrici a pari merito               |
| 1989 | Betsy King              | 654 132              | 6 - Betsy King                               |
| 1990 | Beth Daniel             | 863 578              | 7 - Beth Daniel                              |
| 1991 | Pat Bradley             | 763 118              | 4 - Pat Bradley, Meg Mallon                  |
| 1992 | Dottie Mochrie          | 693 335              | 4 - Dottie Mochrie                           |
| 1993 | Betsy King              | 595 992              | 3 - Brandie Burton                           |
| 1994 | Laura Davies            | 687 201              | 4 - Beth Daniel                              |
| 1995 | Annika Sörenstam        | 666 533              | 3 - Annika Sörenstam                         |
| 1996 | Karrie Webb             | 1 002 000            | 4 - Laura Davies, Dottie Pepper, Karrie Webb |
| 1997 | Annika Sörenstam        | 1 236 789            | 6 - Annika Sörenstam                         |
| 1998 | Annika Sörenstam        | 1 092 748            | 4 - Annika Sörenstam, Pak Se-ri              |
| 1999 | Karrie Webb             | 1 591 959            | 6 - Karrie Webb                              |
| 2000 | Karrie Webb             | 1 876 853            | 7 - Karrie Webb                              |
| 2001 | Annika Sörenstam        | 2 105 868            | 8 - Annika Sörenstam                         |
| 2002 | Annika Sörenstam        | 2 863 904            | 11 - Annika Sörenstam                        |
| 2003 | Annika Sörenstam        | 2 029 506            | 6 - Annika Sörenstam                         |
| 2004 | Annika Sörenstam        | 2 544 707            | 8 - Annika Sörenstam                         |
| 2005 | Annika Sörenstam        | 2 588 240            | 10 - Annika Sörenstam                        |
| 2006 | Lorena Ochoa            | 2 592 872            | 6 - Lorena Ochoa                             |
| 2007 | Lorena Ochoa            | 4 364 994            | 8 - Lorena Ochoa                             |
| 2008 | Lorena Ochoa            | 2 763 193            | 7 - Lorena Ochoa                             |
| 2009 | Jiyai Shin              | 1 807 334            | 3 - Lorena Ochoa, Jiyai Shin                 |
| 2010 | Na Yeon Choi            | 1 871 166            | 5 - Ai Miyazato                              |
| 2011 | Yani Tseng              | 2 921 713            | 7 - Yani Tseng                               |
| 2012 | Park In-bee             | 2 287 080            | 4 - Stacy Lewis                              |
| 2013 | Park In-bee             | 2 456 619            | 6 - Park In-bee                              |
| 2014 | Stacy Lewis             | 2 539 039            | 3 - Stacy Lewis, Park In-bee, Lydia Ko       |
| 2015 | Lydia Ko                | 2 800 802            | 5 - Lydia Ko, Park In-bee                    |
| 2016 | Ariya Jutanugarn        | 2 550 928            | 5 - Ariya Jutanugarn                         |
| 2017 | Park Sung-hyun          | 2 335 883            | 3 - Feng Shanshan, Kim In-kyung              |
| 2018 | Ariya Jutanugarn        | 2 743 949            | 3 - Ariya Jutanugarn, Park Sung-hyun         |
| 2019 | Ko Jin-young            | 2 773 894            | 4 - Ko Jin-young                             |
| 2020 | Ko Jin-young            | 1 667 925            | 2 - Danielle Kang, Kim Sei-young             |
| 2021 | Ko Jin-young            | 3 502 161            | 5 - Ko Jin-young                             |
| 2022 | Lydia Ko                | 4 364 403            | 3 – Lydia Ko, Jennifer Kupcho                |
| 2023 | Lilia Vu                | 3 502 303            | 4 – Céline Boutier, Lilia Vu                 |
| 2024 | Atthaya Thitikul        | 6 059 309            | 7 – Nelly Korda                              |

### Giocatrici per numero di vittorie
| Golfista                | Vittorie | Major vinti | Período   |
| ----------------------- | -------- | ----------- | --------- |
| Kathy Whitworth         | 88       | 6           | 1962-1985 |
| Mickey Wright           | 82       | 13          | 1956-1973 |
| Annika Sörenstam        | 72       | 10          | 1995-2008 |
| Louise Suggs            | 61       | 11          | 1946-1962 |
| Patty Berg              | 60       | 15          | 1937-1962 |
| Betsy Rawls             | 55       | 8           | 1951-1972 |
| Nancy Lopez             | 48       | 3           | 1978-1997 |
| JoAnne Carner           | 43       | 2           | 1969-1985 |
| Sandra Haynie           | 42       | 4           | 1962-1982 |
| Karrie Webb             | 41       | 7           | 1995-2014 |
| Babe Didrikson-Zaharias | 41       | 10          | 1940-1955 |
| Carol Mann              | 38       | 2           | 1964-1975 |
| Patty Sheehan           | 35       | 6           | 1981-1996 |
| Betsy King              | 34       | 6           | 1984-2001 |
| Beth Daniel             | 33       | 1           | 1979-2003 |
| Pat Bradley             | 31       | 6           | 1976-1995 |
| Juli Inkster            | 31       | 7           | 1983-2006 |
| Amy Alcott              | 29       | 5           | 1975-1991 |
| Jane Blalock            | 27       | 0           | 1970-1985 |
| Lorena Ochoa            | 27       | 2           | 2004-2009 |
| Marlene Hagge           | 26       | 1           | 1952-1972 |
| Judy Rankin             | 26       | 0           | 1968-1979 |
| Pak Se-ri               | 25       | 5           | 1998-2010 |
| Donna Caponi            | 24       | 4           | 1969-1981 |
| Marilynn Smith          | 21       | 2           | 1954-1972 |
| Laura Davies            | 20       | 4           | 1987-2001 |
| Cristie Kerr            | 20       | 2           | 2002-2017 |